# Together (Ryan O'Shaughnessy)
Together è un singolo del cantante irlandese Ryan O'Shaughnessy, pubblicato il 4 aprile 2018 su etichetta discografica The Nucleus.

## Descrizione
Scritto da O'Shaughnessy stesso con Mark Caplice e Laura Elizabeth Hughes, il 31 gennaio 2018 O'Shaughnessy è stato selezionato internamente dall'ente radiotelevisivo irlandese RTÉ come rappresentare irlandese per l'Eurovision Song Contest con il brano Together.
Il brano è stato presentato il 9 marzo 2018 e ha rappresentato l'Irlanda all'Eurovision Song Contest 2018, a Lisbona, in Portogallo. Il brano ha gareggiato nella prima semifinale dell'8 maggio 2018, competendo con altri 18 artisti per uno dei dieci posti nella finale del 12 maggio.
Il singolo è stato pubblicato in download digitale il 3 aprile 2018.

## Tracce
Download digitale
1. Together – 2:56